# Мамаєв Павло Костянтинович
Павло Мамаєв (рос. Мамаев Павел Константинович, нар. 17 вересня 1988, Москва) — російський футболіст, півзахисник.
Виступав, зокрема, за клуб ЦСКА (Москва), а також національну збірну Росії.
Чотириразовий володар Кубка Росії. Чемпіон Росії.

## Клубна кар'єра
Народився 17 вересня 1988 року в місті Москва. Вихованець футбольної школи клубу «Торпедо» (Москва). Дорослу футбольну кар'єру розпочав 2005 року в основній команді того ж клубу, в якій провів два сезони, взявши участь у 40 матчах чемпіонату.
Своєю грою за цю команду привернув увагу представників тренерського штабу клубу ЦСКА (Москва), до складу якого приєднався 2007 року. Відіграв за московських «армійців» наступні шість сезонів своєї ігрової кар'єри. Більшість часу, проведеного у складі московського ЦСКА, був основним гравцем команди. За цей час двічі виборював титул володаря Кубка Росії.
У 2013 році приєднався до клубу «Краснодар», де грав спочатку на правах оренди, а потім уклав повноцінний контракт.
У 2019 році перейшов до складу «Ростова», за який  грав до грудня 2021 року. Втім, футболіст перестав потрапляти до заявки на матчі ще у жовтні, востаннє з'явившись на лавці запасних 3 жовтня у матчі проти московського «Локомотива». Всього за клуб зіграв 26 матчів та відзначився 4 голами.
21 грудня 2021 року пресслужба «Хімок», які після першої половини чемпіонату 2021/22 займали останнє місце у Прем'єр-лізі Росії, оголосила про підписання контракту з гравцем.

## Виступи за збірні
Протягом 2007–2010 років залучався до складу молодіжної збірної Росії. На молодіжному рівні зіграв у 14 офіційних матчах, забив 4 голи.
У 2010 році дебютував в офіційних матчах у складі національної збірної Росії. Провів у формі головної команди країни 15 матчів.

## Титули і досягнення
- Чемпіон Росії (1):

ЦСКА (Москва): 2012–13
- Володар Кубка Росії (4):

ЦСКА (Москва): 2007–08, 2008–09, 2010–11, 2012–13
- Володар Суперкубка Росії (2):

ЦСКА (Москва): 2009, 2013